# Wayne Mixson

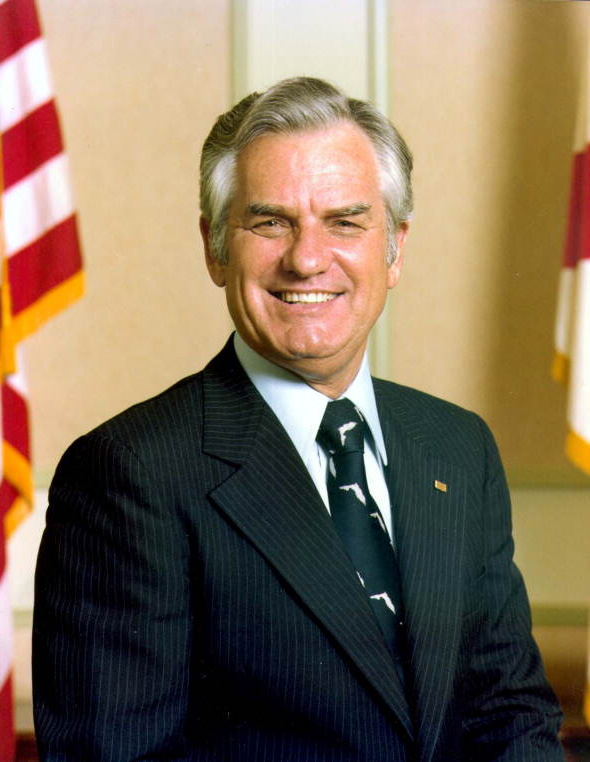
Wayne Mixson (1987)

John Wayne Mixson (* 16. Juni 1922 in New Brockton, Coffee County, Alabama; † 8. Juli 2020 in Tallahassee, Florida) war ein US-amerikanischer Politiker (Demokrat, Republikaner). Er war 1987 für drei Tage kommissarisch Gouverneur des Bundesstaates Florida.

## Frühe Jahre und politische Laufbahn
Nach dem Ende seiner Highschool-Ausbildung zog Mixson nach Florida. Während des Zweiten Weltkriegs diente er in der US-Marine. Nach dem Krieg studierte er an der Columbia University, der University of Pennsylvania und der University of Florida. Dort machte er 1947 seinen Abschluss. Nachdem er sechs zusammenhängende Legislaturperioden im Repräsentantenhaus von Florida absolviert hatte, wurde er 1978 zum Vizegouverneur unter Gouverneur Bob Graham gewählt. Die beiden wurden vier Jahre später in ihren Ämtern bestätigt. Gouverneur Graham ernannte Mixson auch noch zu seinem Handelsminister.
Im Jahr 1986 wurde Gouverneur Graham in den US-Senat gewählt; der Tag seiner Amtseinführung war der 3. Januar 1987. Zu diesem Datum hatte er seinen Rücktritt vom Amt des Gouverneurs angekündigt. Obwohl mit Bob Martinez bereits ein Nachfolger gewählt war, musste laut Verfassung erst die alte Amtszeit beendet werden, bevor der neue Gouverneur sein Amt antreten konnte. Grahams Amtszeit wäre ohne seinen Rücktritt am 6. Januar ausgelaufen. Es gab also eine Zeit von drei Tagen, die Wayne Mixson als Gouverneur überbrücken musste, ehe Martinez das Amt übernahm.

## Späteres Leben
Wayne Mixson war Aufsichtsratsmitglied mehrerer Banken und Versicherungen. Politisch hat er in seinen späteren Jahren zweimal die Seiten gewechselt. Er war ursprünglich Demokrat, wechselte aber 2004 zu den Republikanern und unterstützte die Wiederwahl von Präsident George W. Bush. Auch dessen Bruder Jeb Bush hat er als Gouverneur von Florida unterstützt. Im Jahr 2005 kehrte er dann zur Demokratischen Partei zurück. Wayne Mixson war mit Margie Grace verheiratet.

## Einzelnachweis
1. ↑  Former Florida governor Wayne Mixson dies

| Personendaten    | Personendaten                           |
| ---------------- | --------------------------------------- |
| NAME             | Mixson, Wayne                           |
| ALTERNATIVNAMEN  | Mixson, John Wayne (vollständiger Name) |
| KURZBESCHREIBUNG | US-amerikanischer Politiker             |
| GEBURTSDATUM     | 16. Juni 1922                           |
| GEBURTSORT       | New Brockton, Alabama                   |
| STERBEDATUM      | 8. Juli 2020                            |
| STERBEORT        | Tallahassee, Florida                    |